# Thomas Anderson (cầu thủ bóng đá Anh)
Thomas Anderson là một cầu thủ bóng đá người Anh. Câu lạc bộ duy nhất biết đến là Blackpool, khi ông có 2 lần ra sân tại Football League năm 1903.